# Erg (unitat cgs)
|  | Aquest article tracta sobre la unitat d'energia. Vegeu-ne altres significats a «Erg (desambiguació)». |

L'erg és la unitat de mesura d'energia en el sistema d'unitats CGS (centímetre-gram-segon). Es tracta d'una unitat utilitzada principalment als Estats Units i en alguns camps d'enginyeria. No obstant això, es considera antiquada, en el sentit que les mesures utilitzades en dècades recents incloent el SI estan orientades a sistemes MKS (metre-kilogram-segon). La unitat d'energia utilitzada en el SI és el joule.
1 erg = 10-7 joules
1 erg = 624,15 GeV = 6,2415 × 1011 eV
1 erg = 1 dyn cm
En la famosa equació d'Albert Einstein:
Energia en cossos amb massa (cossos en repòs, p=0) {\displaystyle \to E_{con}=mc^{2}}

l'energia expressada en ergs és igual a la massa en grams multiplicada pel quadrat de la velocitat de la llum en el buit en centímetres per segon.